# Palmicellaria coronopus
Palmicellaria coronopus is een mosdiertjessoort uit de familie van de Celleporidae. De wetenschappelijke naam van de soort is voor het eerst geldig gepubliceerd in 1929 door Ferdinand Canu en Ray Smith Bassler.